# Hippocampus jayakari
Hippocampus jayakari är en fiskart som beskrevs av George Albert Boulenger 1900. Hippocampus jayakari ingår i släktet Hippocampus och familjen kantnålsfiskar. IUCN kategoriserar arten globalt som otillräckligt studerad. Inga underarter finns listade i Catalogue of Life.